# Gorgadesia mira
Gorgadesia mira — вид лишайників, що належить до монотипового роду Gorgadesia.